# Meningitis fúngica

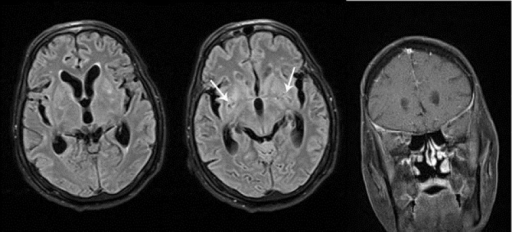
Resonancia magnética nuclear del cerebro de un paciente de 70 años con meningitis criptocócica diseminada

La meningitis fúngica es un proceso inflamatorio de las meninges, causada por la infección de hongos, que con frecuencia complica algún proceso mórbido.

## Etiología
La Candida albicans, Cryptococcus neoformans, Histoplasmas, Coccidioides y Blastomyces son algunos de los hongos que pueden causar meningitis. Siendo de estos el más frecuente el C. neoformans (meningitis criptococica). Este es un hongo unicelular, generalmente rodeado de una cápsula, que se encuentra aislado o formando pequeñas cadenas. No presenta dimorfismo y se cultiva con facilidad en los medios habituales, es un saprofito en la naturaleza, con distribución universal. Se aísla fundamentalmente en los excrementos de aves, sobre todo palomas, aunque éstas no sufren la enfermedad, también puede encontrarse en el suelo, en frutas y en la leche.

## Epidemiología
La meningitis por hongos es poco frecuente en niños debido a que la mayoría de estos casos ocurren en sujetos que ya tienen una enfermedad que compromete su sistema inmune, tal como pacientes con leucemia, cáncer, SIDA Y en aquellos que han sido tratados durante largo tiempo con antibióticos, esteroides y otras drogas inmunosupresoras.

## Fisiopatología
La infección ocurre por inhalación del microorganismo hasta los alveolos. Si bien al principio puede producir síntomas pulmonares leves, luego se diseminan por vía hematógena hasta llegar al SNC, una vez en el SNC, la escasez de anticuerpos, elementos del complemento y de glóbulos blancos permite que los microorganismos puedan florecer. La inflamación es el elemento característico de la enfermedad e incrementa la permeabilidad de la barrera hematoencefálica causando edema, esta no es producto directo de la infección, si no que es el mismo sistema nervioso que está reaccionando a la presencia del microorganismo invasor. El edema causa aumento de la presión intracraneal, haciendo que sea más difícil para la sangre llegar a las neuronas cerebrales, disminuyendo así el aporte de oxígeno lo que conlleva a la muerte celular o apoptosis.

## Manifestaciones clínicas
Se desarrolla lentamente sobre un periodo de varios días o semanas (4 semanas o más). Está integrada por:
- Cefalea “constante”.
- Fiebre “generalmente el paciente se muestra afebril”.
- Rigidez de nuca.
- Náuseas.
- Vómitos.
- Perdida de peso.
- Cambios en la conducta.
- Compromiso de los pares craneales, disminución de la agudeza visual, parestesias faciales.
- Hidrocefalia, con los signos y síntomas correspondientes a esta.

## Diagnóstico
Se realiza con:
- Detección de antígeno polisacárido de criptococo por aglutinación en látex.
- Demostración del organismo en preparados de tinta china en el LCR (positivo en un 50% de los casos).
- Cultivo de LCR (positivo en un 75% de los casos).

## Diagnóstico diferencial
| Estado                 | Presión (mmH2O)                       | Leucocitos (mm³)                                                                                         | Proteínas (mg/dL)                                 | Glucosa (mg/dL) | Comentarios |
| ---------------------- | ------------------------------------- | --- | ------------------------------------------------- | --- | --- |
| Meningitis Fúngica     | Habitualmente Elevada                 | 5-500; al principio, pero los MN predominan La criptococica puede no desarrollar respuesta inflamatoria. | 25-500                                            | <50; disminuye con el tiempo si no se instaura tratamiento.                                                                                 | Pueden verse yemas micóticas. El antígeno criptococico puede ser positivo en la infección criptococica.                |
| Meningitis Bacteriana  | Habitualmente Elevada (100-300)       | 100-10,000 o más habitualmente entre 300-2000; predominan los PMN.                                       | Habitualmente de 100-500                          | Reducida habitualmente <40 (<66% de la glucosa sérica).                                                                                     | Los microorganismos suelen verse con la tinción de Gram y se aíslan en el cultivo.                                     |
| Meningitis Viral       | Normal o Ligeramente Elevada (80-150) | Raramente > 1000. PMN al principio, pero los mononucleares predominan la mayor parte del tiempo.         | Habitualmente de 50-200                           | Generalmente normal; puede estar reducida hasta <40 en algunas enfermedades víricas. Particularmente en el sarampión (15-20% de los casos). | Los enterovirus y el VHS se aíslan raramente del LCR. El VHS y los enterovirus pueden detectarse mediante PRC del LCR. |
| Meningitis Tuberculosa | Habitualmente Elevada                 | 10-500;PMN al principio, pero los linfocitos predominan durante la mayor parte del tiempo.               | 100-3000; puede ser mayor en presencia de bloqueo | <50 en la mayoría de los casos; disminuye con el tiempo si no se instaura tratamiento.                                                      | Los microorganismos se pueden aislar en grandes volúmenes de LCR.                                                      |

.

## Tratamiento
Consiste en anfotericina B (0,3-0,5 mg/kg/día) con flucitosina oral (150mg/kg/día)  dividido en 4 dosis. La respuesta es buena aunque el tratamiento debe prolongarse por un mínimo de 6 semanas. En inmunocomprometidos (SIDA, trasplantados, cáncer) la dosis de anfotericina B debe aumentarse a 0,7mg/kg/día. Si se usa en monoterapia el tratamiento debe extenderse por 10 semanas o hasta que los cultivos de sangre y LCR se negativicen por al menos 4 semanas.